# 蒋桂同
蒋桂同（1921年1月—），男，江苏涟水人，中华人民共和国政治人物，扬州市人大常委会原主任，第四届全国人大代表。